# 村岡克彦
村岡 克彦（むらおか かつひこ、1963年6月26日 - ）は、日本の映画プロデューサー。学校法人東放学園評議員。東放学園映画専門学校非常勤講師。長崎県諫早市出身。

## 来歴
長崎県諫早市立飯盛中学校、長崎県立諫早高等学校卒業。福岡大学経済学部経済学科中退。コンサートイベンター、CDプロモーター等を20年余り務め、その間YUI、絢香などのメジャーデビューにも深く関わる。
その後、映画プロデューサーとしての活動を始め、2013年認知症となった母と息子の物語「ペコロスの母に会いに行く」（主演：赤木春恵・岩松了 / 特別協賛：ソニー生命保険）を製作。キネマ旬報ベストテン日本映画第１位、映画芸術ベストテン日本映画第１位、毎日映画コンクール日本映画優秀賞ほか国内外の映画賞を数多く受賞。（89歳にして映画初主演となった赤木春恵は、毎日映画コンクールにおいて女優主演賞を受賞、世界最高齢初主演としてギネスブックに登録された。）
その年に最も著しい功績をあげた映画プロデューサーに贈られる藤本賞の特別賞を受賞。（本賞は「永遠の0」）
2015年映画「はなちゃんのみそ汁」（主演：広末涼子 / 特別協賛：住友生命保険）を企画製作。（主演の広末涼子がハワイ国際映画祭においてキャリア功労賞を、監督の阿久根知昭が上海国際映画祭アジア新人監督賞にノミネートされる）
同年11月　映画公開を前に不慮の事故により頚髄損傷を煩い、四肢麻痺という重い障害に襲われ再起不能と思われたが、必死のリハビリの末、一年後奇跡的な回復で退院。
2018年8月　ロスアンゼルスで開催されたJAPAN FILM FESTIVAL in LAにて、2015年公開「はなちゃんのみそ汁」が最も茶の間で観てほしい日本映画に贈られる「Japan Chanoma Award」を受賞、復活のレッドカーペットに立つ。人生のドン底を味わった自らの闘病をテーマに、同じような障害からの復活を目指す方々への励みとなるべく講演などを各地で行っている。
2020年1月　映画「なんくるないさぁ 劇場版」（主演：仲田幸子）が封切。
2023年5月　映画「それいけ!ゲートボールさくら組」（主演：藤竜也）全国ロードショー。

学校法人東放学園評議員/非常勤講師

## 主なフィルモグラフィー
- ペコロスの母に会いに行く（2013年/主演：赤木春恵） - プロデューサー[2]
- かがり糸（2014年）-　プロデューサー
- はなちゃんのみそ汁（2015年/主演：広末涼子） - 企画・プロデューサー
- 糸　season0（2017年/主演：田中美里）- プロデューサー
- なんくるないさぁ劇場版　生きてるかぎり死なないさぁ（2020年/主演：仲田幸子）- 企画・製作
- MISSING（2021年/主演：秋沢健太朗）　-　アソシエイトプロデューサー
- 人形たち Dear Dolls（2023年）- アソシエイトプロデューサー
- それいけ!ゲートボールさくら組（2023年/主演：藤竜也）- 企画・プロデューサー
- うかうかと終焉（2023年）- 制作

## ディスコグラフィー
・北の国から　ベストセレクション～インストゥルメンタル　－坂元昭二

## 受賞歴
- 2013年キネマ旬報ベストテン日本映画第一位「ペコロスの母に会いに行く」
- 第69回毎日映画コンクール日本映画優秀賞「ペコロスの母に会いに行く」
- 2013年映画芸術ベストテン日本映画第一位「ペコロスの母に会いに行く」
- 2014年トロント日本映画祭最優秀グランプリ「ペコロスの母に会いに行く」
- 2016年Asian Film Festibval BARCELONA　 ベストフィルム
- 第28回高崎映画祭最優秀作品賞
- 第6回東京新聞映画賞
- 独フランクフルト日本映画祭「NIPPON CINEMA AWARD」
- 2013年上海国際映画祭正式招待（ペコロスの母に会いに行く）
- 台北金馬奨ファンタスティック映画祭正式招待
- 中国金鶏百花映画祭正式招待
- 韓国全州国際映画祭正式招待
- 第19回上海国際映画祭アジア新人賞作品賞（はなちゃんのみそ汁）
- 第13回 Japan Film Festival in L.A. Chanoma Award「はなちゃんのみそ汁」
- 第16回 Japan Film Festival in L.A. ベストコメディアワード「なんくるないさぁ 劇場版」
- 第13回沖縄国際映画祭正式招待「なんくるないさぁ 劇場版～生きてるかぎり死なないさぁ～」
- 第33回藤本真澄賞 特別賞[3]